# Castel di Lucio
Castel di Lucio (Castiḍḍuzzu in siciliano) è un comune italiano di 1 398 abitanti della città metropolitana di Messina in Sicilia.
Fino al 1863 il paese si è chiamato Castelluzzo, come si legge sulla carta della Sicilia, anno 1580-85, nella Galleria delle mappe geografiche dei Musei Vaticani.

## Storia

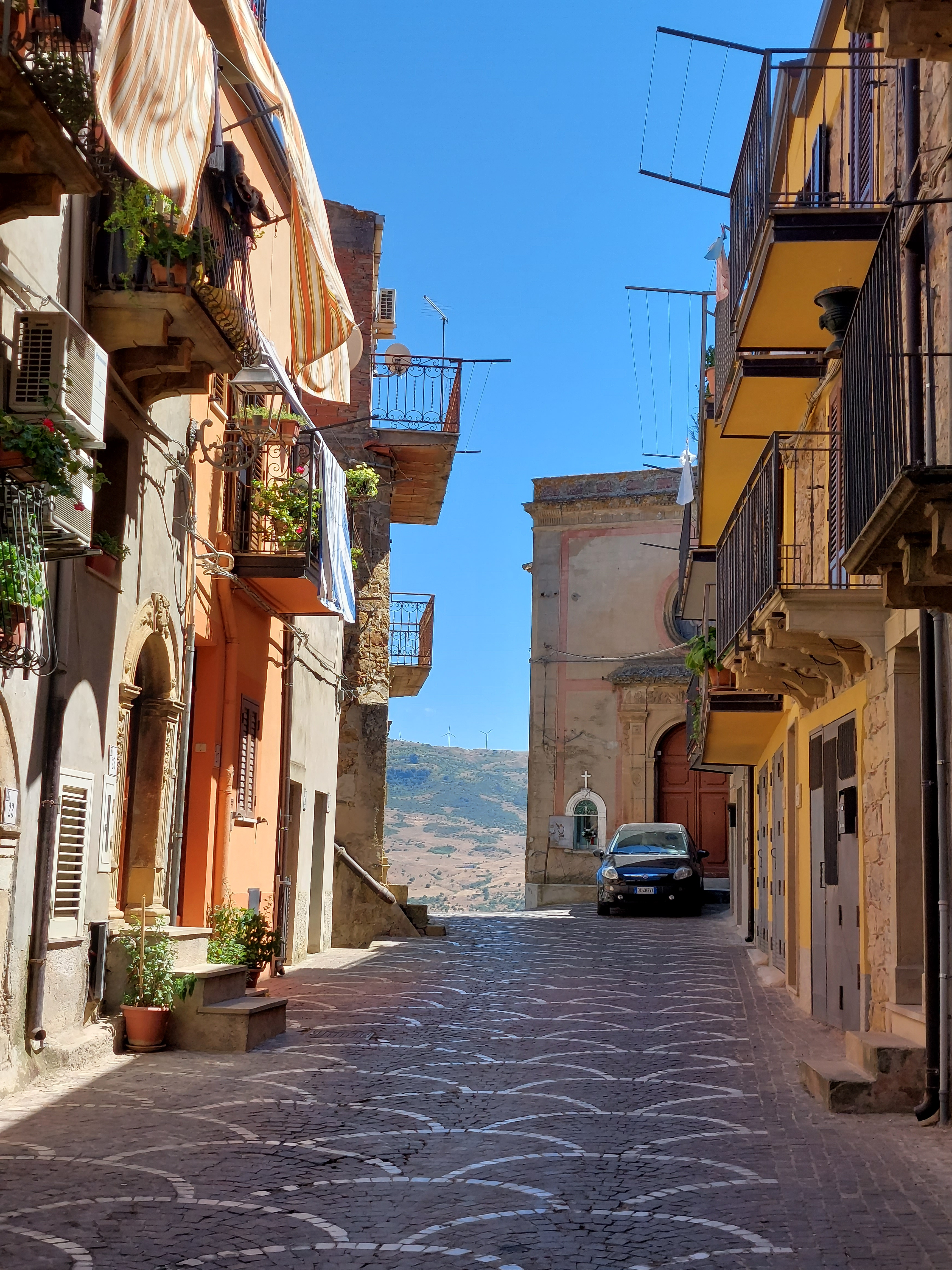
Il centro abitato

Popolato nel periodo normanno da famiglie provenienti dall'Italia continentale e dalla Francia meridionale, l'originario nome era “Castelluzzo” dal piccolo castello che si trovava sulla rocca. Fu soggetto prima a Enrico II Ventimiglia, nella seconda metà del XIII secolo come membro della Contea di Geraci, poi al nipote e successore Francesco I Ventimiglia, almeno dal 1311, data in cui doveva avere la consistenza di un villaggio attorno alla fortezza.
Nel 1267 non risulta citato nel censimento della Chiesa di Cefalù riportato in un diploma di Papa Alessandro III, il che ci fa supporre che se ci fosse stata preesistenza doveva trattarsi solamente di un incastellamento o fortificazione di epoca Saracena. La locale presenza attuale di dialetti gallo-italici, potrebbe pur far supporre una colonizzazione ligure, e una fondazione o rifondazione da parte dei liguri Ventimiglia.
Il nome di Castelluzzo si legge la prima volta nel 1271 quando Carlo I d'Angiò lo assegnò (castello o casale?) a Giovanni di Montfort e successivamente nel 1283, in occasione del fodro imposto da Pietro di Aragona al suo arrivo in Sicilia a seguito del Vespro. Castelluzzo contribuì con sei arcieri all'esercito regio. Assunse notevole importanza sotto il dominio dei Ventimiglia per la sua posizione strategica di controllo della vallata del fiume Tusa, essendo collegato visivamente con la torre di Migaido e questa a sua volta con Pettineo. Dal 1480 al 1634 furono molti i signori di Castelluccio: Matteo Speciale, Nicola Siracusa, i Lercano, gli Ansalone, i Timpanaro, i Cannizzaro e ultimi gli Agraz. Francesco Agraz nel 1726 fu nominato, con diploma di Carlo IV di Sicilia, primo duca di Castelluzzo, chiudendo così l'epoca baronale. Nel XVI secolo si contarono 1 617 abitanti in 346 case, nel XVII secolo l'incremento della popolazione fu lieve, 1 695 abitanti e 528 case. Non vi furono variazioni rilevanti nel XVIII secolo.
Dal 2022 la città fa parte del progetto del Primo parco mondiale dello stile di vita mediterraneo insieme ad altre 103 città del centro Sicilia.

### Simboli
Lo stemma e il gonfalone sono stati concessi con decreto del presidente della Repubblica del 22 novembre 1979.
Il gonfalone è un drappo troncato di bianco e di azzurro.

## Monumenti e luoghi d'interesse

### Architetture civili
- Castello dei Ventimiglia (famiglia) edificato nel XII secolo. La rocca domina da più di 350 m la valle, con resti di una muraglia bastionata a sud-ovest.

## Società

### Evoluzione demografica
Abitanti censiti

## Amministrazione
Di seguito è presentata una tabella relativa alle amministrazioni che si sono succedute in questo comune.
| Periodo        | Periodo        | Primo cittadino             | Partito                            | Carica  | Note   |
| -------------- | -------------- | --------------------------- | ---------------------------------- | ------- | ------ |
| 7 giugno 1985  | 26 maggio 1990 | Salvatore Nobile            | Democrazia Cristiana               | Sindaco | [ 10 ] |
| 26 maggio 1990 | 22 agosto 1992 | Angelo Ilario Pulvirenti    | -                                  | Sindaco | [ 10 ] |
| 22 agosto 1992 | 13 giugno 1994 | Maria Viglianti             | Partito Democratico della Sinistra | Sindaco | [ 10 ] |
| 28 giugno 1994 | 25 maggio 1998 | Salvatore Giordano          | Partito Popolare Italiano          | Sindaco | [ 10 ] |
| 25 maggio 1998 | 27 maggio 2003 | Salvatore Giordano          | lista civica                       | Sindaco | [ 10 ] |
| 27 maggio 2003 | 17 giugno 2008 | Antonino Alberti            | lista civica                       | Sindaco | [ 10 ] |
| 17 giugno 2008 | 11 giugno 2013 | Giuseppe Franco             | lista civica                       | Sindaco | [ 10 ] |
| 11 giugno 2013 | 10 giugno 2018 | Giuseppe Franco             | lista civica                       | Sindaco | [ 10 ] |
| 10 giugno 2018 | 29 maggio 2023 | Giuseppe Nobile             | lista civica                       | Sindaco | [ 10 ] |
| 29 maggio 2023 | in carica      | Giuseppe Francesco Giordano | lista civica                       | Sindaco | [ 10 ] |

### Altre informazioni amministrative
Il comune di Castel di Lucio fa parte delle seguenti organizzazioni sovracomunali: regione agraria n.1 (Montagne interne Nebrodi nord-occidentali).